# Philipp Siegl
Philipp Siegl (* 16. Dezember 1993) ist ein österreichischer Fußballspieler.

## Karriere
Siegl begann seine Karriere beim ASKÖ Stinatz. 2007 kam er in die AKA Burgenland. Im März 2009 wechselte er zum TSV Hartberg, für den er ab der Saison 2009/10 bei den Amateuren zum Einsatz kam.
Im Jänner 2011 kehrte er zum ASKÖ Stinatz zurück. 2012 wechselte er zu den drittklassigen Amateuren der SV Mattersburg. Sein Debüt für Mattersburg II in der Regionalliga gab er im August 2012, als er am ersten Spieltag der Saison 2012/13 gegen den Wiener Sportklub in der 78. Minute für Alexander Taschner eingewechselt wurde.
Zur Saison 2013/14 wechselte er zum Ligakonkurrenten SV Stegersbach. Im Sommer 2014 schloss er sich dem SV Lafnitz an. Nach 20 Regionalligaspielen für Lafnitz wechselte er zur Saison 2015/16 zum Ligakonkurrenten TSV Hartberg.
Mit Hartberg konnte er 2017 als Meister der Regionalliga Mitte in den Profifußball aufsteigen. Sein Debüt in der zweiten Liga gab er im August 2017, als er am fünften Spieltag der Saison 2017/18 gegen den FC Liefering in der 72. Minute für Jürgen Heil eingewechselt wurde. Mit Hartberg konnte er 2018 in die Bundesliga aufsteigen. Nach dem Aufstieg erzielte er am 15. September 2018 beim Stand von 1:1 gegen SCR Altach am siebten Spieltag in der 92. Spielminute den Siegestreffer zum 2:1 durch einen abgeprallten Volleyschuss und somit seinen ersten Bundesligatreffer.
Nach der Saison 2018/19 verließ er Hartberg. Nach über zwei Monaten ohne Verein wechselte er im September 2019 zum Zweitligisten SV Horn. Zur Saison 2020/21 kehrte er zum Ligakonkurrenten SV Lafnitz zurück. Für Lafnitz kam er in fünf Jahren zu 107 Einsätzen in der 2. Liga, aus der das Team aber am Ende der Saison 2024/25 abstieg.
Daraufhin wechselte Siegl zur Saison 2025/26 in die Regionalliga Ost zur SV Oberwart.
Seit dem Jahr 2022 ist Siegl im Besitz der ÖFB-D-Lizenz sowie der UEFA-C-Lizenz als Trainer. In der Vergangenheit trainierte er neben seiner Karriere als Aktiver immer wieder Nachwuchsmannschaften. 

## Persönliches
Sein Bruder Daniel (* 1988) ist ebenfalls Fußballspieler.